# Budvanska rivijera
Budvanska rivijera je 35 km dugi dio obale Jadranskog mora u Crnoj Gori oko gradića Budve. Nalazi se približno u centru Crnogorskog primorja i središte je crnogorskog turizma. Na rivijeri se nalazi 12,5 km plaža. Glavni turistički centri su Budva, Petrovac na Moru i Sveti Stefan.

## Galerija
- Jaz
- Mogren
- Slovenska plaža
- Bečići
- Sveti Stefan
- Petrovac na Moru
- Kraljičina plaža